# 2000年の政治
2000年の政治（2000ねんのせいじ）は、2000年（平成12年）の政治分野に関する出来事について記述する。国名の記述がない場合は、日本の政治についての説明である。

## 出来事

### 1月
- 1月3日

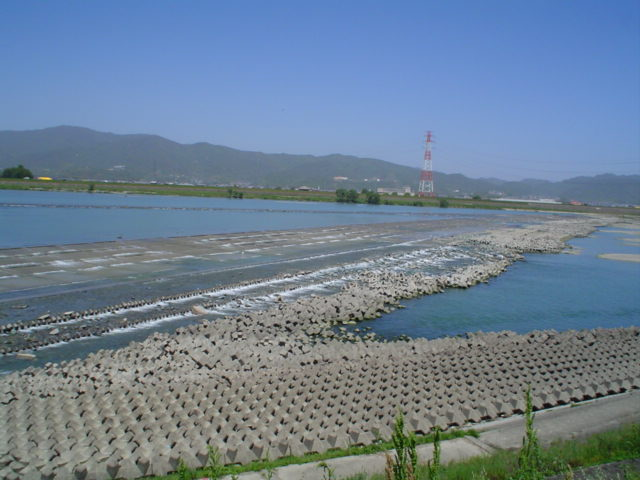
吉野川第十堰の可動堰化計画に伴う住民投票は広く注目を集めた。

  - クロアチア下院選挙（定数151）が実施され、中道左派のクロアチア社会民主党（SDP）などの野党連合が95議席を獲得し勝利。
  - ドイツボン地方検察庁、特別背任の容疑で第6代首相のヘルムート・コールに対する捜査を開始。
- 1月4日 - イタリア・北朝鮮国交樹立。
- 1月5日 - エクアドルで非常事態宣言。
- 1月7日 - カルマパ17世が中国を出国し亡命中のダライ・ラマ14世の下に身を寄せていることが判明。
- 1月16日 - チリ大統領選挙・決選投票が実施され、与党・中道左派連合で前公共事業大臣のリカルド・ラゴスが当選。
- 1月21日 - エクアドルの国会議事堂に先住民の抗議グループが侵入し、救国評議会を設立を表明。大統領のジャミル・マワは大統領府から退去。
- 1月22日 - エクアドル副大統領のグスタヴォ・ノボアが大統領就任を宣言。
- 1月23日
  - スペイン首都マドリードでテロに反対するデモが行われる。
  - 徳島市で吉野川第十堰の可動化計画の是非を問う住民投票が行われ、反対票が9割の10万2759票。投票率は54．995パーセントで投票成立要件を占めた。
- 1月24日
  - クロアチア大統領選挙・第1回投票が実施され、クロアチア国民党（HNS）党首のスティエパン・メシッチが首位。ただし過半数を獲得した候補者がいなかったので決選投票に持ち越された。
  - ミャンマーで少数民族カレン族過激派、タイのラーチャブリー県の県立病院を占拠。
  - 科学技術庁、総務庁などのウェブサイトにハッカーが不正侵入。
- 1月27日 - クロアチア社会民主党（SDP）党首のイヴィツァ・ラチャンが首相に就任。
- 1月28日 - 小渕恵三首相が施政方針演説。民主、共産、社民党の野党各党は欠席。

### 2月

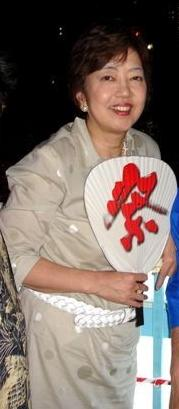
全国初の女性知事となった太田房江。

- 2月4日 - オーストリアでヴォルフガング・シュッセル国民党党首を首班とする連立内閣成立。極右のオーストリア自由党（イェルク・ハイダー党首）が政権参加。
- 2月6日
  - ロシア連邦軍、チェチェン共和国の首都グローズヌィを制圧を発表。
  - 大阪府知事選挙。太田房江が当選。全国初の女性知事が誕生。
- 2月7日
  - クロアチア大統領選挙決選投票。スティエパン・メシッチが当選。
  - 石原慎太郎東京都知事、大手金融機関を対象とする外形標準課税を導入する方針を発表。
- 2月11日 - イギリス政府、北アイルランド自治政府の機能を停止。
- 2月18日 - イラン国会（定数290議席）総選挙第一回投票。改革派150議席を獲得し圧勝。
- 2月21日 - ナイジェリア北部のカドゥナ州で、キリスト教徒とイスラム教徒が衝突。24日までに300人以上が死亡。

### 3月

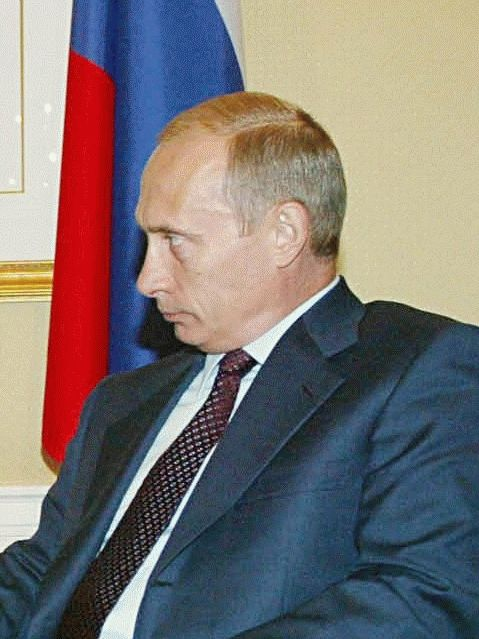
ロシア大統領にウラジーミル・プーチンが当選。

- 3月3日 - アウグスト・ピノチェト元チリ大統領が帰国。
- 3月4日 - タイ上院選挙。初の公選選挙であったが、不正が続出し78名が当選無効となった。
- 3月12日 - ローマ教皇ヨハネ・パウロ2世、サン・ピエトロ大聖堂で過去の罪を総括・謝罪するミサを行う。
- 3月18日 - 中華民国総統選挙。野党民主進歩党の陳水扁候補が当選。
- 3月20日 - フィリピン、バシラン島でイスラム過激派アブ・サヤフがキリスト教系の学校を襲撃。
- 3月21日 - アメリカ連邦裁判所、食品医薬品局のタバコ管轄権を認めない判断を下す。これによりアメリカ連邦政府によるタバコ規制は違憲であると判断された。
- 3月23日 - 警察刷新会議第一回会議が開催される。
- 3月26日 - ロシア連邦大統領選挙第一回投票。ウラジーミル・プーチン大統領代行が52.94パーセントを獲得し当選する。

### 4月
- 4月1日

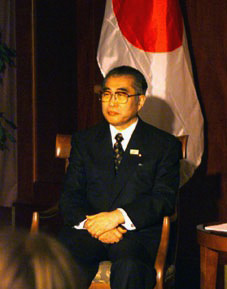
小渕首相倒れる。政界に激震が走った。

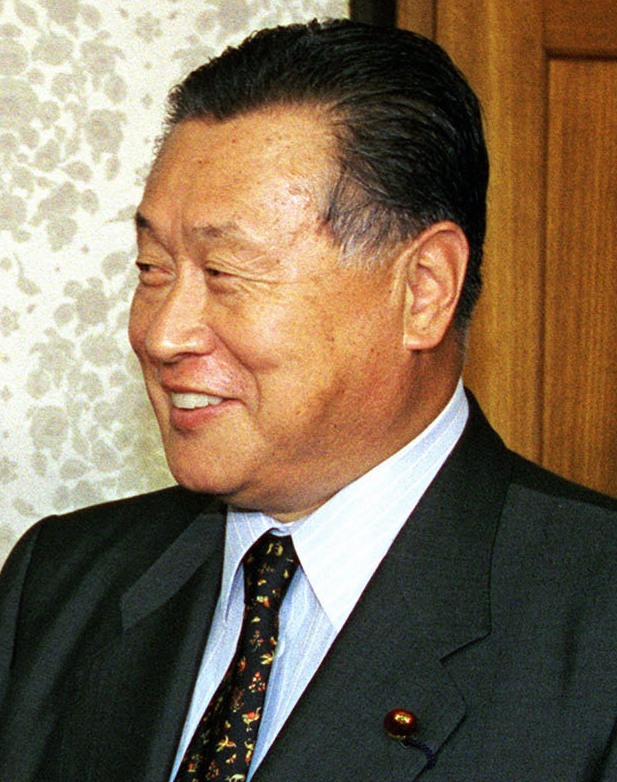
後継首相となった森喜朗（2000年9月撮影）。選出過程をめぐり密室政治との批判も。

  - 地方分権一括法、民事再生法、介護保険制度施行。
  - 小渕首相と小沢一郎自由党党首の会談決裂。自由党は連立内閣から離脱を決定。連立維持派は保守党を結成し、自由党は分裂する。
- 4月2日 - 小渕恵三首相、順天堂大学医学部附属順天堂医院に緊急入院。
  - 午後0時頃、青木幹雄内閣官房長官、森喜朗自民党幹事長、村上正邦自民党参議院議員会長、野中広務幹事長代理、亀井静香自民党政調会長の五人が赤坂プリンスホテルで会合。
  - 午後2時過ぎ、小渕首相は脳梗塞と診断される。
  - 午後9時50分、人工呼吸器による呼吸管理開始。
  - 午後11時、青木官房長官、小渕首相が過労で入院・検査中と発表。
- 4月3日
  - 午前0時頃、青木、森、村上、野中、亀井の五人が会合。この会合で青木官房長官を内閣総理大臣臨時代理、後継首相を森喜朗とすることに決定、内閣総辞職を確認。
  - 午前11時、定例記者会見で青木官房長官は、小渕首相の病名を脳梗塞であると初めて公表し、小渕首相の指定に基づいて自身が首相臨時代理に就任したと発表。
  - 欧州連合・アフリカ統一機構首脳会議。
- 4月4日 - 小渕内閣内閣総辞職。
- 4月5日
  - 自民党総裁に森喜朗幹事長を選出。首班指名選挙が行われ、森喜朗が内閣総理大臣に指名される。
  - 第1次森内閣発足。
- 4月8日 - ボリビアで非常事態宣言。
- 4月10日 - 開発途上国「77カ国（G77）」サミットがキューバの首都ハバナで開催される。
- 4月13日 - 韓国総選挙。野党ハンナラ党が第一党となる。また、市民団体による落選運動が展開される。
- 4月14日 - ロシア連邦議会下院国家会議、第2次戦略兵器削減条約（START2）を承認。
- 4月15日 - ジンバブエで白人襲撃が激化し、農場主が射殺される（白人の死者は初めて）。
- 4月16日 - イタリア統一地方選挙。与党中道左派連合敗北。
- 4月19日 - マッシモ・ダレマ伊首相、辞任。
- 4月21日
  - ジンバブエ白人襲撃事件に関して、南アフリカ共和国など四カ国首脳会談。
  - ロシア連邦議会下院国家会議、包括的核実験禁止条約（CTBT）批准を承認。
- 4月26日 - イタリア首相にジュリアーノ・アマート国庫・予算企画相が就任。

### 5月

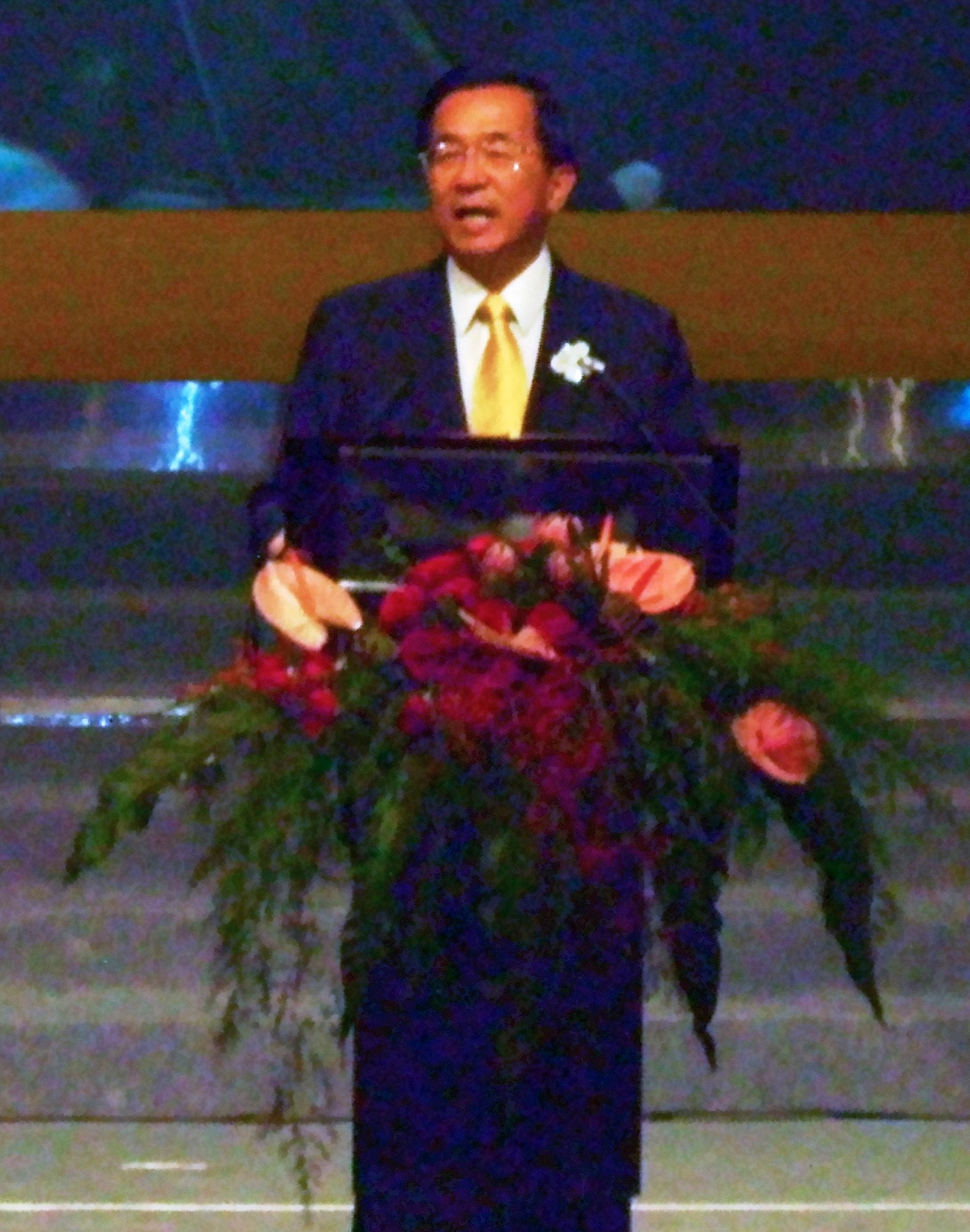
台湾総統に就任した陳水扁。

- 5月1日 - シエラレオネで国連平和維持軍、国連シエラレオネ派遣団（UNAMSIL）の兵士約500人が拘束される。
- 5月3日
  - イギリス、ジンバブエに対して武器禁輸制裁を発動。
  - スリランカ、戦時体制宣言。
- 5月4日 - イングランド統一地方選挙。このうちロンドン市長選挙ではケン・リヴィングストン候補が当選する。
- 5月5日 - イラン国会総選挙第二回投票。改革派が勝利。
- 5月7日 - ウラジーミル・プーチンがロシア大統領に就任。
- 5月12日
  - インドネシア政府、アチェ独立派、自由アチェ運動と三ヶ月の戦闘停止で合意。
  - 参議院本会議で犯罪被害者保護法、改正刑事訴訟法、改正検察審査会法が全会一致で可決。犯罪被害者の権利を確立。
- 5月14日 - 小渕恵三前首相死去。
- 5月15日 - 森喜朗首相、神の国発言。
- 5月17日 - シエラレオネ政府、反政府勢力、革命統一戦線（RUF）のサンコー議長を逮捕。
- 5月18日 - ストーカー規正法成立。11月24日施行。
- 5月19日 - フィジーでクーデター。
- 5月20日
  - 台湾総統に陳水扁が就任。
  - ニューヨークで開催されていた第6回核拡散防止条約（NPT）再検討会議、核保有国の「核兵器廃絶の明確な約束」を盛り込んだ最終文書を全会一致で採択。
- 5月20日
  - 天皇、訪問中のオランダで戦時中のオランダ人捕虜、民間抑留者に言及。
  - イスラエル、レバノン南部の安全保障地帯から撤退開始。
- 5月25日 - 児童の性的搾取禁止、18歳未満の先頭参加と徴兵を禁止する子供の権利条約選択議定書、国連総会で全会一致で採択。
- 5月28日 - ペルー大統領選挙決選投票でアルベルト・フジモリが三選。
- 5月29日 - 金正日、訪中。
- 5月30日 - イギリス政府、北アイルランド自治を再開。

### 6月

第42回総選挙後の衆議院党派別勢力図

- 6月4日 - インドネシア、イリアンジャヤでパプア住民代表会議、独立を宣言。
- 6月5日 - ソロモン諸島でクーデター。
- 6月10日 - ハーフィズ・アル＝アサド・シリア大統領死去。
- 6月13日 - 金大中韓国大統領、訪朝。金正日総書記と首脳会談。
- 6月14日
  - ドイツ連邦軍、総兵力を約32万人から25万5000人に削減発表。
  - ドイツ政府、電力業界、原子力発電所を逐次廃止する方針で合意。
- 6月16日 - 皇太后崩御（死去）。7月10日、香淳皇后と追号。
- 6月18日 - エチオピア、エリトリアが停戦協定に調印。
- 6月24日 - ジンバブエ総選挙。野党民主変革運動（MDC）が躍進し、与党ジンバブエ・アフリカ民族同盟・愛国戦線（ZANU・PF）の一党独裁が揺らぐ。
- 6月25日 - 第42回衆議院議員総選挙投票。
  - 自由民主党233議席、民主党127議席、公明党31議席、自由党22議席、日本共産党20議席、社会民主党19議席、保守党7議席、無所属の会5議席、自由連合1議席、無所属15議席。連立与党三党は大きく後退したが、絶対安定多数を上回り政権を維持する。民主党は都市部を中心に躍進した。
- 6月27日 - インドネシア、マルク州とマルクウタラ州に非常事態宣言。
- 6月30日 - 25日の第42回衆議院議員総選挙で落選した中尾栄一前衆院議員が若築建設事件に絡み建設大臣在任時に6000千万円の収賄を受け取った受託収賄罪で東京地検特捜部に逮捕された。

### 7月
- 7月1日 - 金融監督庁と大蔵省金融企画局が統合し、金融庁が発足する。初代長官は、金融監督庁長官の日野正晴。
- 7月2日
  - モンゴル国民大会議（大フラル、国会）総選挙。野党人民革命党が圧勝。
  - メキシコ大統領選挙。野党国民行動党（PAN）のビセンテ・フォックス・ケサーダ前グアナファト州知事が当選。71年ぶりの政権交代。
- 7月4日 - 第2次森内閣成立。
- 7月9日
  - フィリピン、反政府組織モロ・イスラム解放戦線の本拠地を制圧。
  - 南アフリカ共和国、ダーバンで第13回世界エイズ大会。
- 7月19日 - プーチン露大統領、初訪朝。
- 7月21日 - 第26回主要国首脳会議（九州・沖縄サミット）が沖縄県名護市で開催。
- 7月23日 - コートジボワールで新憲法草案が国民投票で承認される。
- 7月25日 - イスラエルとパレスチナの中東和平交渉が決裂。聖地エルサレムの帰属権をめぐり対立。
- 7月31日 - イスラエル大統領選挙で、野党リクードの擁立したモシェ・カツァブ元副首相が、バラック政権の擁立したシモン・ペレス元首相を破り当選する。

### 8月
- 8月4日 - 英、エリザベス皇太后100歳の誕生日。
- 8月11日
  - 日本銀行、ゼロ金利政策解除。
  - 6月30日に受託収賄罪で逮捕された中尾栄一前衆院議員が5000万円の保釈金を支払い、保釈される。
- 8月12日 - 露原子力潜水艦クルスク（クールスク）が沈没。ロシア政府は独力での救出に固執し、対応が遅れる。
- 8月27日 - ソマリア暫定議会、暫定政権大統領にアブディカシム・サラ・ハッサン元内相を選出。
- 8月28日
  - タンザニアのアルーシャで、ブルンジ内戦の和平合意。
  - 自民、公明、保守の与党三党、公共事業の見直しに関する合意。
- 8月30日 - クリントン米大統領、コロンビアの麻薬対策（プラン・コロンビア）に支援表明。
- 8月31日 - ブラジルの首都ブラジリアで初の南アメリカ首脳会議（南米サミット）開催。

### 9月
- 9月1日
  - クリントン米大統領、アメリカ本土ミサイル防衛網（MMD）配備に関して先送りを表明。
  - 東京都、三宅島の全島住民に対して全島避難命令。
- 9月3日
  - プーチン露大統領、訪日。日露首脳会談。日露平和条約締結は先送り。
  - 東京都で総合防災訓練「ビッグレスキュー東京2000」が開催。自衛隊が大規模参加。
- 9月6日 - 国連ミレニアム・サミット（英語版）が開催され、最終日の8日には国連ミレニアム宣言を採択。これをもとに2015年に向けた国際目標として、ミレニアム開発目標 (MDGs) が翌2001年に設定された[1]。
- 9月12日 - 欧州連合、オーストリアに対する制裁を解除。
- 9月13日 - 米、日本の捕鯨に対する制裁措置として経済水域200海里内の日本漁船操業禁止を発動。
- 9月14日 - 中国、全人代常務委員会全副委員長の成克傑を収賄で死刑。
- 9月16日 - フィリピン国軍、アブ・サヤフに誘拐されていた人質を武力で救出。
- 9月24日
  - ユーゴスラビア大統領選挙。
  - 仏、大統領任期を7年から5年に短縮。
- 9月28日
  - エルサレム旧市街「神殿の丘」でイスラエル警察とパレスチナ人が衝突。
  - デンマーク、国民投票でユーロ導入を否決。

### 10月
- 10月2日 - ユーゴスラビアで野党の呼びかけでゼネスト。
- 10月5日 - ユーゴ、野党支持者、連邦議会を選挙。スロボダン・ミロシェヴィッチ政権崩壊。
- 10月6日 - ミロシェヴィッチ退陣を表明。
- 10月7日 - ヴォイスラヴ・コシュトニツァが正式にユーゴ大統領に就任する。
- 10月8日 - リトアニアで議会選挙が実施される。社会民主連立政権が勝利。
- 10月10日 - 米、中国に対する最恵国待遇を恒久化。
- 10月12日
  - 米朝共同コミュニケで敵対関係終結を宣言する。
  - 朱鎔基中国首相、訪日。
- 10月13日
  - 金大中韓国大統領がノーベル平和賞受賞。
  - 長野県知事に田中康夫。
- 10月22日 - バラク・イスラエル首相、パレスチナとの和平プロセスを一時停止する方針を発表。
- 10月23日 - マデレーン・オルブライト米国務長官、初訪朝。
- 10月25日
  - コートジボワール民政回復。
  - 参議院選挙の比例代表区を非拘束式名簿方式とする改正公職選挙法が衆議院本会議で可決、成立。
- 10月27日
  - 台湾、原発建設中止を決定。
  - 中川秀直官房長官辞任。後任に福田康夫。
- 10月28日 - ユーゴスラビア、コソボ自治州で初の地方選挙。
- 10月31日 - ハタミ・イラン大統領、訪日。

### 11月
- 11月1日
  - 中国で全国人口調査開始。
  - ユーゴスラビア連邦、国連に復帰。
- 11月7日 - 米大統領選挙。大接戦となって結果は持ち越し。
- 11月8日
  - 中国福建省中級人民法院、アモイ市の汚職事件で被告人84名全員を有罪。内、14人に死刑判決。
  - 日本赤軍の重信房子が大阪府高槻市内で逮捕。
- 11月12日 - イスラム諸国会議機構首脳会議、イスラエルを批判し、イスラエルとの関係断絶を加盟国に求めるドーハ宣言を発表。
- 11月16日 - クリントン米大統領訪越。
- 11月20日
  - アルベルト・フジモリペルー大統領が辞意を表明。国会議長宛に辞表を提出。
  - 民主、自由、共産、社民の四野党、森内閣不信任案を共同提出。加藤紘一、山崎拓らが同調しようとするが失敗（加藤の乱）。
- 11月21日
  - ペルー国会、フジモリ大統領を罷免。
  - 森内閣不信任案、反対多数で否決。
- 11月25日 - オランダ、ハーグで開かれた気候変動に関する国際連合枠組み条約第6回締結国会議（温暖化防止会議）、京都議定書に関する運用規則を盛り込めず決裂。
- 11月26日 - ルーマニア大統領選挙第一回投票。社会民主党党首のイオン・イリエスク元大統領が1位。
- 11月27日 - カナダ総選挙。
- 11月28日 - 改正少年法成立。
- 11月29日 - 花岡事件和解。
- 11月30日 - 国際労働機関（ILO）、ミャンマー（ビルマ）に制裁。

### 12月
- 12月4日 - 欧州連合、狂牛病対策で動物性飼料禁止。
- 12月5日 - 第2次森改造内閣成立。
- 12月7日
  - フィリピンでジョセフ・エストラダ大統領の弾劾裁判開始。
  - 欧州連合、ニース条約を策定。
- 12月10日
  - ルーマニア大統領選挙決選投票。イリエスク元大統領が当選。
  - イスラエルのエフード・バラック首相、突然辞意を表明する。
- 12月13日 - アメリカ大統領選挙で、民主党のアル・ゴア候補が敗北を宣言し、これにより共和党のジョージ・W・ブッシュ候補が大統領に確定となった。
- 12月22日 - 教育改革国民会議、教育改革に関する最終報告を提出。
- 12月23日 - セルビア議会選挙で野党圧勝。
- 12月25日 - 中越国境画定。
- 12月26日 - ロシア国歌、旧ソ連国歌のメロディが復活。

## 死去
- 1月7日 - 福間知之、元日本社会党衆議院議員（* 1927年）
- 1月19日 - ベッティーノ・クラクシ、第66代イタリア閣僚評議会議長（* 1934年）
- 2月3日 - 二階堂進、元衆議院議員【日本協同党・協同民主党・国民協同党・民主自由党・自由党・自由民主党所属】、第39・37代内閣官房長官、第14・20代自由民主党幹事長（*1909年）
- 2月9日 - 加藤武徳、元自由民主党参議院議員、元自治大臣、元岡山県知事（* 1915年）
- 2月10日 - 姫鵬飛、中華人民共和国元国務院副総理、元外交部長（*1910年）
- 2月10日 - 前島秀行、元衆議院議員【日本社会党・社会民主党所属】（* 1941年）
- 2月25日 - 福島譲二、元自由民主党衆議院議員、元労働大臣、元熊本県知事（* 1927年）
- 3月9日 - 佐々木良作、元衆議院議員・参議院議員【右派社会党・日本社会党・民社党所属】、第4代民社党委員長（* 1915年）
- 3月24日 - 越智伊平、元自由民主党衆議院議員、第25代農林水産大臣、第66代運輸大臣（* 1920年）
- 4月11日 - 福岡宗也、 元衆議院議員【新進党・新党友愛・民主党所属】（* 1932年）
- 5月14日 - 小渕恵三、元自由民主党衆議院議員、第84代内閣総理大臣（*1937年）
- 5月21日 - エーリッヒ・ミールケ、元ドイツ民主共和国国家保安大臣（* 1907年）
- 6月6日 - 梶山静六、元自由民主党衆議院議員、第60・61代内閣官房長官、第52代法務大臣、第29代自由民主党幹事長（* 1926年）
- 6月10日 - ハーフィズ・アル＝アサド、シリア・アラブ共和国大統領（* 1930年）
- 6月19日 - 竹下登、元自由民主党衆議院議員、第74代内閣総理大臣（* 1924年）
- 7月1日 - 宇都宮徳馬、元衆議院議員・参議院議員【自由党・自由民主党・新自由クラブ所属】（* 1906年）
- 7月9日 - 斎藤栄三郎、元自由民主党参議院議員、第44代科学技術庁長官（* 1913年）
- 9月28日 - ピエール・トルドー、第20・22代カナダ首相（* 1919年）
- 11月26日 - 小坂善太郎、元衆議院議員【民主党・自由党・自由民主党所属】、第91・92・103代外務大臣、第23代経済企画庁長官、第19代自由民主党政務調査会長（* 1912年）
- 11月28日 - 木村武千代、元自由民主党衆議院議員（* 1910年）
- 12月3日 - 小平忠、元衆議院議員【農民新党・農民協同党・協同党・右派社会党・日本社会党・民社党所属】（* 1915年）
- 12月31日 - ビニャミン・ゼエヴ・カハネ、イスラエルの極右政治組織、カハネ・ハイの指導者（* 1966年）